# Aloe heteracantha
Aloe heteracantha é uma espécie de liliopsida do gênero Aloe, pertencente à família Asphodelaceae.